# 帕里·奥布赖恩
帕里·奥布赖恩（英語：Parry O'Brien，1932年1月28日—2007年4月21日），美国男子田径运动员。他曾代表美国参加1952年、1956年、1960年和1964年夏季奥林匹克运动会田径比赛，共获得二枚金牌和一枚银牌。